# Otomys typus
Otomys typus là một loài động vật có vú trong họ Chuột, bộ Gặm nhấm. Loài này được Heuglin mô tả năm 1877.